# Carlo Revelli
Carlo Revelli (Torino, 23 novembre 1926 – Torino, 23 novembre 2020) è stato un bibliotecario, archivista e paleografo italiano, autore di pubblicazioni e di contributi per diverse riviste, su tematiche di catalogazione e di classificazione, oltre che su varie problematiche attinenti le biblioteche pubbliche.

## Biografia
Dopo la laurea in lettere, discussa all'Università di Torino, e il Diploma in paleografia, diplomatica e archivistica, conseguito presso l'Archivio di Stato di Torino, iniziò a lavorare alla Biblioteca civica di Torino nel 1944, dal 1972 al 1985 fu direttore delle Biblioteche civiche torinesi.
Socio dell'Associazione Italiana Biblioteche dal 1951, fu presidente della Sezione Piemonte (della quale promosse la creazione) dal 1977 al 1984 e membro del Comitato Esecutivo della stessa Sezione dal 1988 al 1993. Membro del Consiglio direttivo dell'Associazione dal 1978 al 1984, era Socio d'onore dell'Associazione italiana biblioteche dal 1988.
Fu membro della Commissione RICA (Regole Italiane di Catalogazione per Autore).
Collaborò con le più prestigiose riviste italiane di settore, come Accademie e biblioteche d'Italia, Bollettino AIB e Biblioteche Oggi, di cui fu membro del comitato scientifico e dove tenne anche la rubrica Osservatorio internazionale

## Opere
- Gli enti collettivi nel catalogo per autori, Milano, Giuffrè, 1963.
- Il catalogo per soggetti, Roma, Bizzarri, 1970.
- Divagazioni sul concetto di autore, Roma, Nuova tecnica grafica, 1976.
- I sistemi bibliotecari urbani, Torino, La cartostampa, 1978.
- Il catalogo, Milano, Editrice bibliografica, 1996, ISBN 88-7075-366-2.
- Citazione bibliografica, Roma, Associazione Italiana Biblioteche, 2002, ISBN 88-7812-110-X.
- La biblioteca come teoria e come pratica: antologia degli scritti, Milano, Editrice bibliografica, 2006.